# InformationWeek
InformationWeek é uma marca multimídia com uma revista semanal impressa, um site web, eventos virtuais e presenciais, além de pesquisa. Sua sede fica em São Francisco, Califórnia. A revista foi impressa pela primeira vez em 1979 pela companhia CMP Media, posteriormente chamada CMP Technology. Em 28 de fevereiro de 2008, CMP Technology foi reestruturada em quatro divisões independentes, sob o rótulo comum United Business Media (UBM).  Atualmente, TechWeb publica a InformationWeek.
- Este artigo foi inicialmente traduzido, total ou parcialmente, do artigo da Wikipédia em inglês cujo título é «InformationWeek», especificamente desta versão.